# Katastrofa kolejowa w Bąkowie

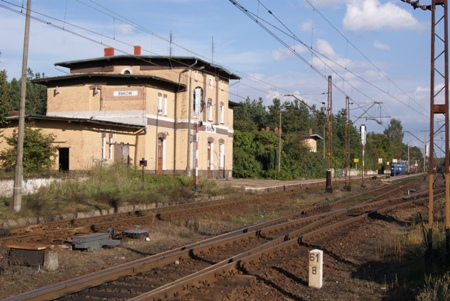
Stacja kolejowa Bąków, na której doszło do katastrofy

Katastrofa kolejowa w Bąkowie – zderzenie dwóch pociągów, które miało miejsce 17 października 1984 roku w Bąkowie (województwo opolskie). Prowadzony lokomotywą EU07-022 pociąg relacji Lublin-Jelenia Góra najechał z dużą prędkością na ruszający spod semafora stacji Bąków pociąg towarowy. Do zdarzenia doszło o godzinie 4:26. Siła uderzenia spowodowała wyrzucenie z torów wagonów pociągu pospiesznego, które znalazły się po obydwu stronach toru, którym się poruszały. Za przyczynę katastrofy uznano błąd dyżurnej stacji Bąków, w wyniku którego na jednym torze znalazły się dwa składy. W katastrofie zginęły cztery osoby (maszynista, konduktor oraz dwóch pasażerów), w tym trzy na miejscu, ponadto na skutek wypadku poroniła jedna z ciężarnych pasażerek. Rannych zostało około 60 osób.